# Chlorops ochraceus
Chlorops ochraceus är en tvåvingeart som beskrevs av Becker 1911. Chlorops ochraceus ingår i släktet Chlorops och familjen fritflugor. Inga underarter finns listade i Catalogue of Life.